# James Douglas (14e comte de Morton)
James Douglas, 14e comte de Morton, (1702 – 12 octobre 1768) est un astronome et un noble écossais, qui est Président de la Royal Society.

## Biographie
Il est président de la Royal Society of Edinburgh de sa fondation en 1737 jusqu'à sa mort. Il est également devenu président de la Royal Society (24 mars 1764), et est un éminent patron de la Science, et en particulier de l'Astronomie.

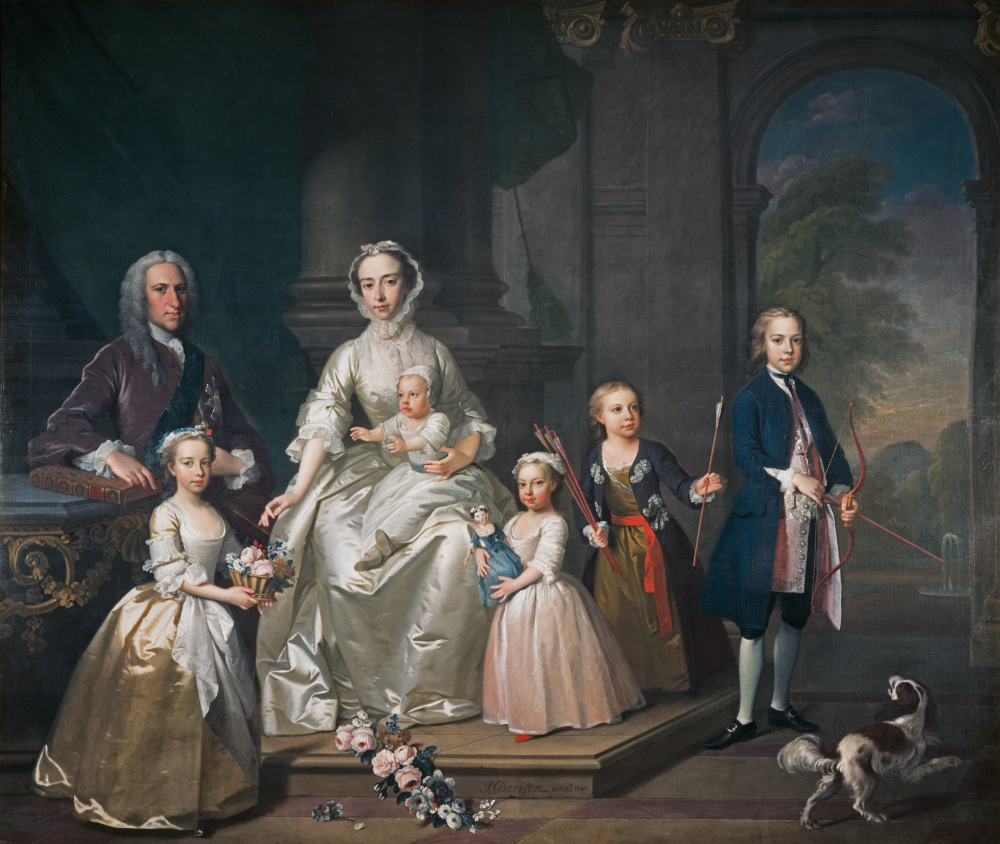
James Douglas, 14e Comte de Morton, portrait avec sa famille par Jérémie Davison, 1740

Il est diplômé d'une maîtrise de King's College, Cambridge, en 1722,. En 1746, il visite la France, et est emprisonné à la Bastille, probablement comme Jacobite.
Il avait tendance à protester contre les actions du gouvernement britannique.
Il est le père de George Douglas (17e comte de Morton).

## Héritage
La Baie de Moreton dans le Queensland en Australie est nommé d'après Lord Morton par le Lieutenant James Cook (l'orthographe étant une erreur dans le compte rendu publié de Cook voyage dans HMS Endeavour). Lord Morton a eu une influence sur l'obtention d'une subvention de 4 000 livres sterling pour financer le voyage.